# Liparis latibasis
Liparis latibasis är en orkidéart som beskrevs av Johannes Jacobus Smith. Liparis latibasis ingår i släktet gulyxnen, och familjen orkidéer. Inga underarter finns listade i Catalogue of Life.